# Queen + Adam Lambert Tour 2020
Queen + Adam Lambert Tour 2020 – dwunasta trasa koncertowa Queen + Adam Lambert, która odbyła się w 2020 r. Obejmowała czternaście koncertów.

## Program koncertów
1. "Innuendo" (wstęp z taśmy)
2. "Now I'm Here"
3. "Seven Seas of Rhye"
4. "Keep Yourself Alive"
5. "Hammer To Fall"
6. "Killer Queen"
7. "Don't Stop Me Now"
8. "Somebody To Love"
9. "In The Lap of the Gods... Revisited"
10. "I'm in Love With My Car"
11. "Bicycle Race"
12. "Fat Bottomed Girls"
13. "Another One Bites the Dust"
14. "I Want It All"
15. "Love Of My Life"
16. "'39"
17. "Doing All Right"
18. "Crazy Little Thing Called Love"
19. Drum Solo
20. "Under Pressure"
21. "Dragon Attack"
22. "Whole Lotta Love" (cover Led Zeppelin)
23. "Heartbreak Hotel" (cover Elvisa Presleya)
24. "I Want To Break Free"
25. "You Take My Breath Away" (intro)
26. "Who Wants To Live Forever"
27. Guitar Solo
28. "Tie Your Mother Down"
29. "The Show Must Go On"
30. "Radio Gaga"
31. "Bohemian Rhapsody"
32. Eeoo Freddiego Mercury'ego z Wembley (1986)
33. "We Will Rock You"
34. "We Are The Champions"
35. "God Save The Queen"

Rzadziej grane:
1. "Teo Torriatte"
2. "I Was Born To Love You"
3. "You're The Voice"

## Lista koncertów
1. 18 stycznia 2020 - Seul, Korea Południowa - Gocheok Sky Dome
2. 19 stycznia 2020 - Seul, Korea Południowa - Gocheok Sky Dome
3. 25 stycznia 2020 - Tokio, Japonia - Saitama Super Arena
4. 26 stycznia 2020 - Tokio, Japonia - Saitama Super Arena
5. 5 lutego 2020 - Wellington, Nowa Zelandia - Westpac Stadium
6. 7 lutego 2020 - Auckland, Nowa Zelandia - Mt Smart Stadium
7. 10 lutego 2020 - Dunedin, Nowa Zelandia - Forsyth Barr Stadium
8. 13 lutego 2020 - Brisbane, Australia - Suncorp Stadium
9. 15 lutego 2020 - Sydney, Australia - ANZ Stadium
10. 19 lutego 2020 - Melbourne, Australia - AAMI Park
11. 20 lutego 2020 - Melbourne, Australia - AAMI Park
12. 23 lutego 2020 - Perth, Australia - Optus Stadium
13. 26 lutego 2020 - Adelaide, Australia - Adelaide Oval
14. 29 lutego 2020 - Goldcoast, Australia - Metricon Stadium

## Źródła
- Queen + Adam Lambert 2020